# 林玉山
林玉山（1907年4月1日—2004年8月20日），乳名金水，本名英貴、字立軒與玉山，號雲樵子、諸羅山人、桃城散人，日治台灣嘉義廳嘉義街美街（今嘉義市東區中央里成仁街）人。林氏擅繪動物，尤擅畫龍虎，並以其膠彩及水墨作品著稱；他曾與陳進、郭雪湖被譽為「台展三少年」。

## 生平
1907年，生於日治台灣嘉義廳嘉義街美街（今嘉義市東區中央里成仁街），父親為民間畫師亦在嘉義開設「風雅軒」兼作裱畫師傅。幼年時在家中跟著外聘裱畫師蔡騰祥臨摹傳統神像，1922年他開始師學畫家伊坂旭江（時任嘉義法院書記官），1926年在伊坂旭江與同鄉畫家陳澄波的鼓勵下前往日本就讀於東京川端畫學校西畫科。1927年第1屆台灣美術展覽會舉辦，林玉山與郭雪湖、陳進入選為東洋畫部的三位台灣人畫家，被稱為「台展三少年」。
1928年再度入圍第2屆台灣美術展覽會，並與嘉義、台南其他畫家共同成立春萌畫會。1930年以《蓮池》參加第4屆台灣美術展覽會，並被選為特優。1934年於台灣日日新報舉辦第一次個展。1935年再度赴日，進入東丘社畫塾，並參加名古屋美展。1940年加入台陽美術協會。後來任教於嘉義中學、靜修女中與台灣師範大學。
林玉山於1969年獲得中國書畫學會金爵獎，1970年也獲得教育部文化繪畫獎。林玉山後來在1975年前往美國威斯康辛大學講學並舉行個展。1989年，與陳慧坤、陳進於國立歷史博物館舉行聯合展覽。1990年獲得第15屆國家文藝特別貢獻獎，2004年逝世。
逝世後
2006年國立歷史博物館舉行林玉山百歲紀念展。
2015年5月7日，由國立台灣美術館收藏的林玉山《蓮池》被文化部文化資產局登錄為中華民國國寶，成為台灣近代化畫家首件國寶級作品。成為台灣第一件創作於20世紀、被指定為國寶的畫作，也是繼2009年黃土水的淺浮雕《水牛群像》被指定為國寶之後，第2件被指定為國寶的近現代藝術品。
2023年2月，其子林柏亭將林玉山55件作品捐贈給國立歷史博物館典藏。

## 家庭
- 妻子：黃惠（1928年結婚）
- 兒子：林柏亭（曾任國立故宮博物院副院長）

## 作品
- 下山猛虎，1923
- 熊與虎，1924年
- 微雨初晴，1926年
- 大南門，1927年
- 水牛，1927年 （页面存档备份，存于）

1927年第1回臺展開辦，年方20的林玉山(英貴)以《水牛》、《大南門》兩件作品入選東洋畫部，成為眾人焦點。《水牛》一作描繪大小兩頭牛隻，母牛低頭輕撫小牛的景象，舐犢情深、相當溫馨。《臺灣日日新報》刊出此畫添賦漢詩之圖版，詩文作者應是該報社漢文部主任魏清德，詩的前兩句提到：「母牛子犢共歡娛，天性由來獸豈殊」，便是點出了愛子心切為萬物天性，即使是家畜走獸亦是如此。後兩句：「最喜西疇農事畢，平郊雨足長新芻」，則是以擬人化的手法，從水牛的角度敘述在一天的農務之後，最欣喜的莫過於豐足的雨水催生出原野萌發新生的糧草，可供辛勤勞動的牛隻飽餐一頓。儘管《水牛》一作的畫面構成簡潔、並無多餘的空間及景物描繪，畫家的寫生功力和詩文另外的加持，都讓這件作品展現出真摯的情感與生動的情境，在當時應是令人印象深刻。
- 破熊，1928年
- 庭茂，1928年
- 蓮池，1930年（文化部列冊國寶，典藏於國立臺灣美術館）
- 朱欒，1931年
- 夕照，1933年
- 獻馬圖，1943年 [5]
- 歸途，1944年
- 眈眈，1972年
- 未嘯風生，1974年
- 蔭翳蔥庇，2004年（遺作）
- 嘉義慈龍寺 5幅壁畫，約1949年

## 荣誉

### 中华民国勋章奖章
- 二等景星勋章（2000年5月2日批准[6]，2000年5月3日于台北总统府颁授[7]）

## 影視作品
- 2016年 電視劇《紫色大稻埕》，由蔡力允飾演。